# Большое Загарино
Большо́е Зага́рино — село в Вачском районе Нижегородской области. Входит в состав Чулковского сельсовета.
В прошлом — волостное село Загаринской волости Муромского уезда Владимирской губернии. До 1658 года была деревней Новой Липовецкого прихода.

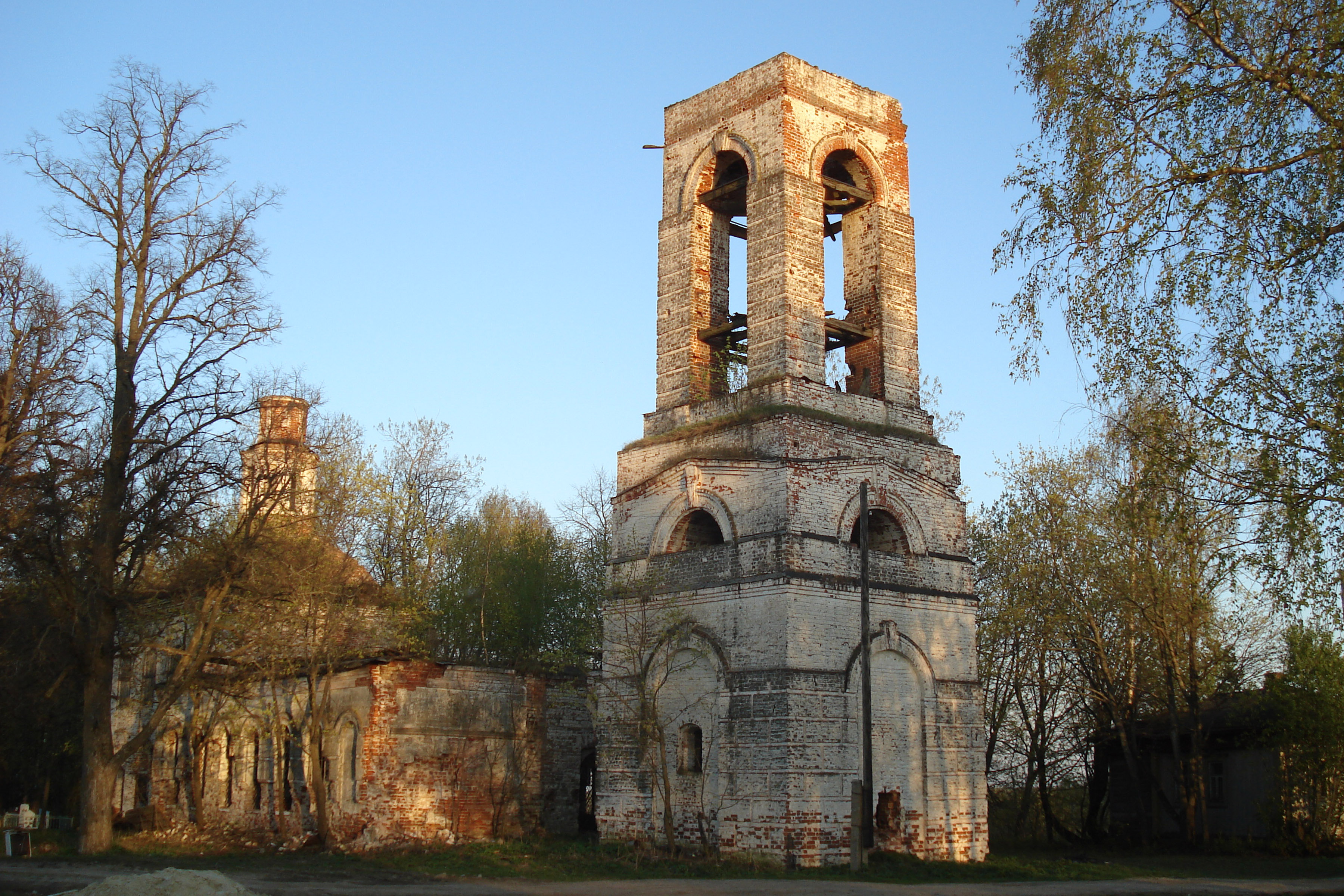
Церковь Покрова Пресвятой Богородицы

## Из истории
- В писцовых книгах государевых Муромских сёл за 1676 год имеются сведения, что в селе Загарино, что была деревней Новой, в 1658 году построена деревянная шатровая церковь. Главный престол — во имя Покрова Пресвятой Богородицы, придел — в честь святого великомученика Георгия.
- В окладных книгах Рязанской епархии за 1676 год записано, что в селе Загарино имеются дворы попа, дъячков, пономарёв, просвирницы, 42 двора крестьянских да 8 бобыльских. И что к приходу села Загарино относятся деревни: Ефимьево (17 дворов), Звягино (13), Кошкино (21), Третье Поле (19), Иерусалимка (3), Малиновка (4).
- В 1810 году на средства помещика Измайлова вместо деревянной церкви был построен каменный храм; в 1837 году к этому храму пристроена тёплая трапезная, а в 1840 году — каменная колокольня.

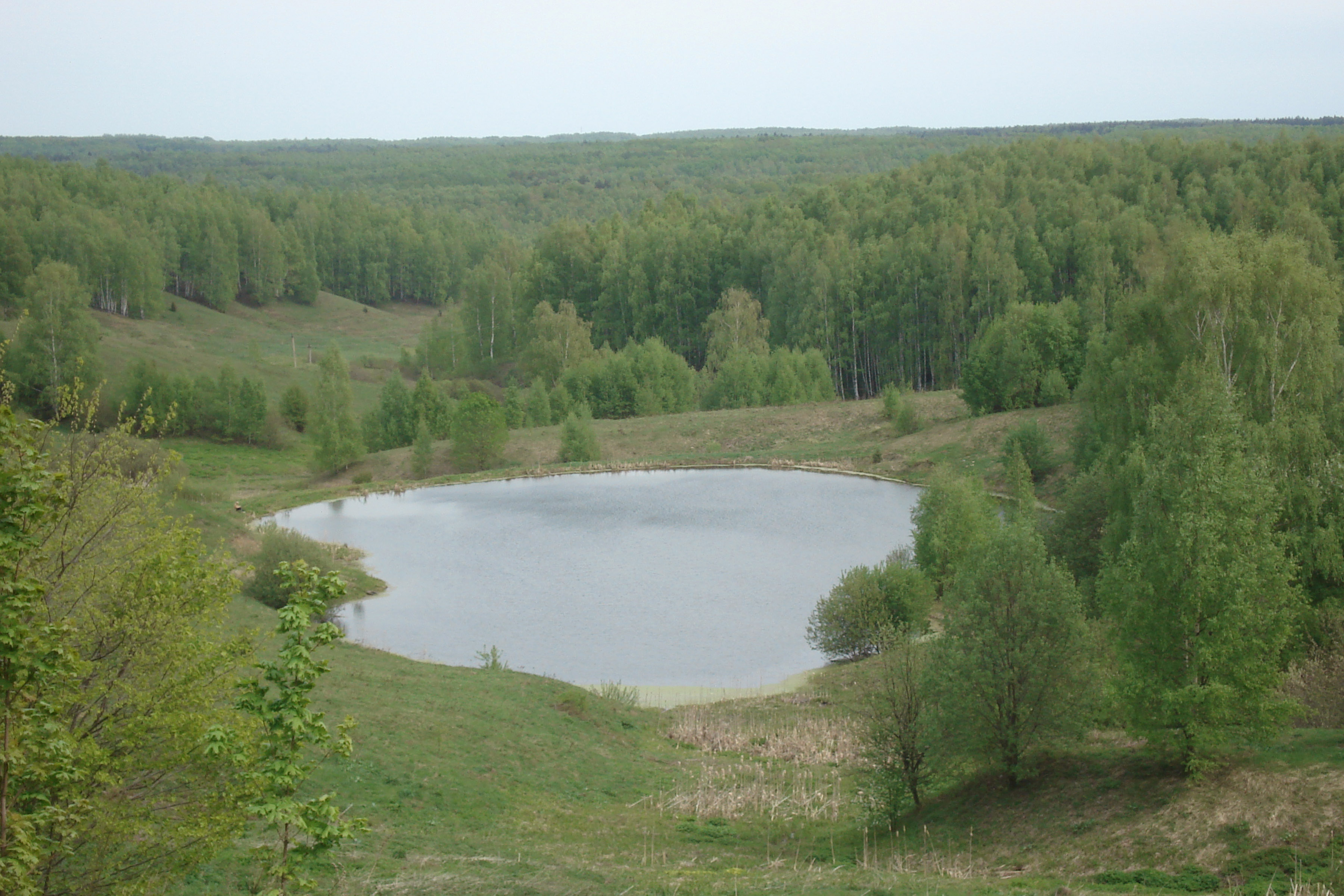
Большое Загарино. Вид на пруд и окрестности.

- В 1840-х годах Большое Загарино входило в состав владений жены генерал-лейтенанта Николая Ивановича Крузенштерна (сына известного мореплавателя И. Ф. Крузенштерна) Елизаветы Фёдоровны Крузенштерн[2].
- В Большом Загарино имелись земская школа, основанная в 1868 году[3], в ней, согласно «Историко-статистическому описанию церквей и приходов Владимирской Епархии» за 1897 год, в 1896 году обучались 39 мальчиков и церковно-приходская школа, где учились 19 девочек. Также, в[3] имеются данные, что в земской школе в 1898 году обучалось 64 ученика и что помещение школы холодное и имеется потребность в классной мебели, в учебных пособиях и принадлежностях.
- В «Историко-статистическом описании церквей и приходов Владимирской Епархии» за 1897 год сказано, что приход состоит из одного села Большого Загарино (71 двор) и деревень: Третье Поле, Кобылкино, Ишутино, Кошкино, Ефимьево и Звягино. Всего по клировым ведомостям числится 306 дворов, 720 душ мужского пола, 784 — женского.
- В 1937 году, 18 ноября, священник села Большое Загарино Леонид Воскресенский был арестован и, вместе со священниками РПЦ сёл Малое Загарино, Красно, Яковцево и священником РПСЦ села Федурино, обвинёнными, как и он, в контрреволюционной пропаганде, был расстрелян 26 декабря[4].

## Население
| 1859 | 1905 | 1926 | 1999 | 2002 | 2010 |
| ---- | ---- | ---- | ---- | ---- | ---- |
| 359  | ↗434 | ↗461 | ↘67  | ↘45  | ↘41  |

## Большое Загарино в наши дни
В настоящее время в Большом Загарино нет никаких предприятий, учреждений, торговых точек. Ферму закрыли около 5 лет тому назад, магазин — два года назад. Иногда приезжает «автолавка» предпринимателя из Яковцево. Большое Загарино телефонизировано, в нём установлен «красный» таксофон с номером (83173) 62-933.
Имеющаяся в селе церковь во имя Покрова Пресвятой Богородицы находится в аварийном состоянии.
Доехать до Большого Загарино на автомобиле можно по автодороге Р125 Муром — Нижний Новгород, повернув у Федурино (рядом с поворотом на Вачу) в сторону Чулково, проехав по асфальтированной дороге около 10 км, съехать с неё направо к Большому Загарино. Около Большого Загарино останавливается автобус № 108 Павлово — Вача — Чулково.

## Известные личности, связанные с Большим Загарино
- Зеленов, Николай Поликарпович (1887—1937) — священномученик; в Большом Загарино был диаконом (1911—1912) и священником (июнь 1917—1926)[12].